# Gluixinskita
La gluixinskita o glushinskita és un mineral de la classe dels compostos orgànics, que pertany al grup de la humboldtina. Va ser descoberta l'any 1960 als dipòsits de carbó Chai-Tumus, Conca del riu Lena, Sakhà, a Rússia i rep el seu nom en honor del rus Piotr Ivànovitx Gluixinski, mineralogista del carbó, de l'Institut de Geologia Àrtica i Antàrtica de Sant Petersburg.

## Característiques
La gluixinskita és un oxalat dihidratat de magnesi de fórmula química Mg(C₂O₄)(H₂O)₂. És l'anàleg mineral amb magnesi de la humboldtina. Cristal·litza en el sistema monoclínic en cristalls granulars, en forma de piràmides distorsionades, de fins a 5 μm, amb cares corbes i estriades. És de color blanc o incolor i la seva duresa a l'escala de Mohs és 2.
Segons la classificació de Nickel-Strunz, la gluixinskita pertany a «10.AB - Sals d'àcids orgànics: oxalats» juntament amb els següents minerals: humboldtina, lindbergita, moolooïta, stepanovita, minguzzita, wheatleyita, zhemchuzhnikovita, weddel·lita, whewel·lita, caoxita, oxammita, natroxalat, coskrenita-(Ce), levinsonita-(Y), zugshunstita-(Ce) i novgorodovaïta.

## Formació i jaciments
La gluixinskita es forma com petits filons en les vetes de carbó marró impregnades amb àcid acètic naturals (Dipòsit Chai-Tumus, Rússia); per mitjà de la reacció entre els minerals rincs en magnesi i l'àcid oxàlic secretat pels líquens incrustats (Molí de Johnston, Escòcia); a les plantes del desert (conca del llac Huleh, Israel).
La gluixinskita ha estat trobada a Gründenwald, Baden-Württemberg, a Alemanya; a la cova Gcwihaba, Distrecte del Nord-Oest, a Botsuana; a les muntanyes Gila Bend, Arizona, al molí de Johnston, Buchan Grampian, a Escòcia; als Estats Units i a l'indret on va ser descoberta, els dipòsits de carbó Chai-Tumus, Conca del riu Lena, Sakhà, a Rússia.
Sol trobar-se associada a altres minerals com: whewel·lita, weddel·lita, calcita, dolomita, stepanovita, zhemchuzhnikovita, crisòtil i quars.